# Argut-Dessous
Argut-Dessous település Franciaországban, Haute-Garonne megyében. Lakosainak száma 22 fő (2022. január 1.). Argut-Dessous Arlos, Boutx, Fos és Saint-Béat-Lez községekkel határos.

## Népesség
A település népességének változása:
| Lakosok száma | 54   | 45   | 41   | 31   | 28   | 26   | 23   | 22   | 22   | 22   |
|               | 1968 | 1982 | 1990 | 2006 | 2013 | 2015 | 2017 | 2019 | 2020 | 2022 |